# ييكاتيرينوسلافكا
ييكاتيرينوسلافكا (بالروسية: Екатеринославка) هي مدينة في مقاطعة أمور أوبلاست في روسيا. يبلغ عدد سكانها حوالي 10201 نسمة.